# Vivre tous ensemble
Vivre tous ensemble est une série documentaire québécoise présentée à partir du 25 février 2021 sur la chaîne Savoir média. Elle a été produite avec la participation financière du Fonds Bell (en) et l’appui du Centre de recherches interdisciplinaires en études montréalaises.

## Synopsis
À travers la perspective de personnes récemment établies au Québec, Vivre tous ensemble s'intéresse à l'expérience immigrante, se penchant tant sur ses bons côtés que sur ses défis,. Racontant des parcours de vie, la série met en lumière les interactions singulières qui s'opèrent pour les immigrants entre le patrimoine québécois et des héritages culturels qui les habitent encore.

## Épisodes
Chaque épisode traite du parcours d'un néo-Québécois, à travers son point de vue singulier : chacun des protagonistes de la série avait le choix de présenter ce qu'il souhaitait au réalisateur.

### Saison 1
La première saison de la série a été présentée en hiver 2021.
- L'Afghanistan avec Samina Qaderi : évoquant les stigmates familiaux liés aux années de guerre vécues par ses proches en Asie centrale, Samina Qaderi aborde la question de l'éducation des jeunes filles afghanes, du choc migratoire, de son quotidien au Québec et du pachto, l'une des deux langues officielles de l'Afghanistan.
- Israël avec Edite Cohen : Séfarade montréalaise, Edite Cohen exprime l'importance que prennent pour elle la transmission des traditions et des valeurs, notamment à travers la célébration des fêtes religieuses, éclairant au passage la diversité des communautés juives.
- Le Portugal avec Marta Raposo : au Québec depuis les années 1980, Marta Raposo, qui anime une émission de radio en portugais, chante le fado et pratique les danses folkloriques de son pays natal, questionne son appartenance québécoise.
- L'Iran avec Leila Ebrahimi : arrivée au Québec depuis l'âge de 28 ans, Leila Ebrahimi a dû faire face à de rudes épreuves lors du processus d'immigration, ce qui rend difficile le mariage entre ses deux appartenances culturelles.
- La Côte d'Ivoire avec Soukeina N'Diaye : ne résidant au Québec que depuis cinq ans, Soukeïna N’Diaye met en lumière certaines des richesses méconnues de la Côte d'Ivoire, notamment le travail d'artisanes ivoiriennes, la signification de certains proverbes et le jeu d'awalé.
- Le Cambodge avec David Trang : né au Québec de parents cambodgiens, David Trang raconte sa passion pour la photographie, parlant au passage de l'identité des « enfants de troisième culture » et des différentes vagues d'immigration cambodgienne.
- L'Algérie avec Mohamed-Akli Afettouche : ayant vécu la plus grande part de sa vie en Algérie, Mohamed-Akli Affetouche parle avec nostalgie de son pays natal, traitant entre autres de l'expérience immigrante vécues par les Algériens au Québec.
- La Pologne avec Iwonka Balcerowska : devenue Québécoise malgré elle au début des années 1980 alors que la loi martiale polonaise l'empêche de retrouver son pays natal, l'artiste peintre Iwonka Balcerowska raconte son parcours.
- Haïti avec Valérie Morquette : arrivée au Québec au début de l'âge adulte, Valérie Morquette parle de la culture haïtienne, de son amour pour la langue et les mots et du lien si étroit qui unit le Québec à Haïti depuis des décennies.
- L'Italie avec Liana Cusmano : faisant partie de la communauté italo-canadienne et s'identifiant comme personne bisexuelle et non-binaire, Liana Cusmano constate que certains stéréotypes perdurent parmi ses pairs immigrants, mais ne se résigne pas pour autant à prendre la voie imposée.
- Le Pérou avec Eduardo Malpica : au Québec depuis 1995, Eduardo Malpica, sociologue de formation, met en lumière la gastronomie péruvienne, la passion de sa communauté pour le soccer, de même que la marinera, une élégante danse folklorique de son pays natal.
- La Guinée avec Aïcha Diallo : la Québécoise d'origine guinéenne Aïcha Diallo, qui dit se sentir différente parmi les immigrants en général et les personnes noires en particulier, raconte la dynamique des couples guinéens, la reformation identitaire qui s'opère chez leurs enfants et les richesses de son pays natal.

### Saison 2
La deuxième saison de la série a été présentée en hiver 2022,.
- La République démocratique du Congo avec Anderson Muyuya : né à Kinshasa, étant passé par un camp de réfugiés avant d'arriver au Québec, Anderson Muyuya éclaire les différences entre les cultures congolaise et québécoise et l’importance économique de la diaspora pour le peuple congolais.
- Le Mexique avec Karla Meza : alimentée par une soif de justice, Karla Meza s'exprime sur les différents visages de la culture mexicaine et les conditions de vie des travailleurs agricoles temporaires.
- Les États-Unis avec David Shelton : tombé sous le charme de Montréal, David Shelton s'y établit et devient le tout premier pompier noir de la ville.
- Madagascar avec Mirindra Rakotomalala : ayant quitté son pays d'origine en quête d'une vie meilleure, Mirindra Rakotomalala explique notamment les différences entre le milieu du travail d’ici et celui de l’île africaine.
- Le Bénin avec Yvon Soglo (Crazy Smooth) : artiste de street dance qui habite à Gatineau, Yvon Soglo parle de racisme, de choc des cultures, de vaudou et du fon, langue toujours parlée au Bénin.
- L'Inde avec Amita et Praful Manek : le couple, qui habite la ville de Québec depuis 1983, aborde l’immigration indienne, l’évolution du concept de castes ainsi que les vies familiale et professionnelle des Indiens.
- La Grèce avec Tassia Trifiatis-Tezgel : née d'un père grec et d'une mère passionnée de mythologie, Tassia Trifiatis-Tezgel explique entre autres l’importance de la religion orthodoxe dans la vie des Grecs ici et en Europe.
- La Syrie avec Zhour Alnaser et Waleed Al Salman : ayant fui la Syrie lors de la guerre qui éclate en 2011, Zhour Alnaser et Waleed Al Salman mettent en lumière le processus de francisation, la difficulté de devoir refaire sa vie dans un pays étranger et la douleur que vivent les réfugiés ayant souvent dû laisser derrière leurs proches.
- Le Brésil avec Filipe Barbosa : faisant partie des 8000 Brésiliens qui habitent au Québec, Filipe Barbosa fait découvrir certains des traits caractéristiques de son pays d'origine.
- L'Irak avec Simat Atshan : ayant immigré au Québec il y a une dizaine d'années, Simat Atshan discute de son intégration, de la religion sabéenne et des conflits générationnels qui déchirent parfois les immigrants d’une même famille.
- L'Angola avec Luciano Sunda : l'épisode explore entre autres le travail communautaire de la Maison de la Famille des Maskoutains, la conquête portugaise en Angola ainsi que de la révolte des Angolais, précurseurs de la décolonisation en Afrique.
- La Russie avec Alena Baryshnikova : ex-professionnelle de la télévision en Russie, Alena Baryshnikova met en lumière les différences de mentalités qui peuvent exister entre les Russes et les Québécois.

## Fiche technique
- Scénarisation : Jean Roy
- Réalisation : Jean Roy, Guilhem Rondot, Feven Ghebremariam, Carmen Rachiteanu, Sofiane Belaïd
- Direction de la photographie : Sofiane Belaid, Nicolas Venne
- Recherchistes : Anik Poirier et Isabelle Corriveau
- Directrice de production : Isabelle Corriveau
- Preneurs de son : Christian Carrière, René Fleurant, Tiago McNicoll-Castro-Lopes
- Monteur hors-ligne : Olivia Sibourd
- Montage et colorisation : Cyril Lacouture et Samuel Veillet
- Mixeur sonore : Michel Marier (M2 Studio)
- Compositeur de la musique : Jérôme Langlois